# Теплиново (Тверская область)
Теплиново — деревня в Кимрском районе Тверской области. Входит в состав Центрального сельского поселения.

## География
Находится в юго-восточной части Тверской области на расстоянии приблизительно 7 км на северо-запад по прямой от районного центра города Кимры в левобережной части района.

## История
Известна была с 1780-х годов как владельческая деревня с 8 дворами (три владельца). В 1806 году 6 дворов. В 1859 году здесь (деревня Корчевского уезда Тверской губернии) было учтено 10 дворов, в 1887 — 20.

## Население
Численность населения: 49 человек (1780-е годы), 50 (1806),, 99 (1859 год), 114 человек (1887), 28 (русские 96 %) в 2002 году, 17 в 2010.